# Ronny Martens
Ronny Martens (Geraardsbergen, 22 dicembre 1958) è un ex calciatore belga, di ruolo attaccante.

## Carriera
Cresciuto nelle giovanili dell'Eendracht Deftinge, nel 1977 Martens fu acquistato dall'Anderlecht, con cui esordì nel campionato belga nel 1978. Con la squadra di Anderlecht ha vinto la Coppa delle Coppe 1977-1978 (senza però disputare alcuna partita), la Supercoppa UEFA 1978 (subentrò a Ruud Geels nell'intervallo della gara di ritorno persa 2-1 contro il Liverpool), e il campionato 1980-1981 (9 presenze, di cui 3 da titolare). Nei quattro anni trascorsi all'Anderlecht disputò in totale 63 partite (52 in campionato, 9 in Coppa del Belgio e 2 nelle competizioni UEFA per club) e segnò 18 gol (16 in campionato e 2 in Coppa del Belgio).
Nel 1981 si trasferì al Beveren con cui giocò 82 partite in campionato segnando 34 gol e vincendo il titolo nazionale nel 1983-1984. Nella stagione seguente alla vittoria del secondo campionato personale, Martens passò al Gent in cui rimase per una stagione vincendo la classifica marcatori del campionato belga nel 1984-1985 con 23 reti in 34 partite.
L'anno seguente si trasferì al Mechelen in cui restò per due stagioni vincendo al Coppa del Belgio nel 1986-1987. Nel 1987 tornò al Gent, dove mise a segno 10 reti nel campionato 1987-1988, e nella stagione seguente passò al RWD Molenbeek, con cui scese in campo in 11 occasioni e realizzò una rete nel campionato 1988-1989, terminato con la retrocessione in seconda divisione.
Nel 1989, dopo 12 anni passati nel massimo campionato belga con 107 gol e oltre 200 presenze all'attivo, firmò per il Boom in seconda divisione e l'anno seguente, dopo aver giocato 22 partite e realizzato 5 gol, si ritirò dal calcio giocato.
Martens fece inoltre parte della Nazionale belga che partecipò all'Europeo 1980 in Italia, concluso dal Belgio al secondo posto dopo la sconfitta in finale contro la Germania Ovest, ma non scese mai in campo nel corso della manifestazione né disputò alcuna partita per la Nazionale belga.

## Palmarès

### Club

#### Competizioni nazionali
- Campionato belga: 2

Anderlecht: 1980-1981
Beveren: 1983-1984
- Coppa del Belgio: 1

Mechelen: 1986-1987
- Supercoppa del Belgio: 1

Beveren: 1984

#### Competizioni internazionali
- Coppa delle Coppe: 1

Anderlecht: 1977-1978
- Supercoppa UEFA: 1

Anderlecht: 1978

### Individuale
- Capocannoniere del campionato belga: 1

1984-1985 (23 gol)